# Federação de Futebol do Turcomenistão
A Federação de Futebol do Turcomenistão (em turcomeno:  Türkmenistanyň Futbol Federasiýasy) é o órgão dirigente do futebol do Turcomenistão, responsável pela organização dos campeonatos disputados no país, bem como os jogos da seleção nacional, seja masculina ou feminina, nas diferentes categorias. Foi fundada em 1992 e é filiada à Federação Internacional de Futebol (FIFA) e à Confederação Asiática de Futebol (AFC) desde 1994. Sapardurdy Toýlyýew é o atual presidente da entidade.